# Coupe de la Ligue des Émirats arabes unis de football
La Coupe de la ligue des Émirats arabes unis de football (arabe : كأس رابطة المحترفين الإماراتية) aussi connue sous le nom de Pro League Cup (anciennement Coupe Etisalat ou Coupe du Golfe arabique ou ADIBCup ) est une compétition de football qui se déroule aux Émirats arabes unis. 
Le tournoi est organisé par la ligue professionnel de football depuis 2009. Elle regroupe uniquement les clubs de la UAE Pro League et se tient pendant les trêves internationales. De 2008 à 2013, la compétition est parrainée par Etisalat puis de 2013 à 2021 par Arabian Gulf Development.

## Histoire
La première édition a eu lieu lors de la saison 2008-2009 pour remplacer la Coupe de la UAEFA. Elle est organisée par la ligue professionnelle et regroupe les clubs de la UAE Pro League pendant les trêves internationales et donc sans les joueurs internationaux dans le but de combler le manque de matchs pendant les trêves internationales.

## Système
Le système du tournoi stipule qu'il se déroule avec les équipes de la Ligue professionnelle divisé en 3 groupes, chacun comprenant 4 équipes, le champion de chaque groupe se qualifiant pour les demi-finales, avec la meilleure deuxième équipe des trois groupes. Les équipes disputeront la compétition en l'absence des joueurs internationaux, avec en compensation la participation de 4 joueurs étrangers dans chaque composition parmi les cinq joueurs inscrits dans les listes des clubs en championnat.

## Palmarès
| Année | Vainqueur      | Score           | Finaliste      |
| ----- | -------------- | --------------- | -------------- |
| 2009  | Al-Aïn FC      | 1-0             | Al-Wahda FC    |
| 2010  | Al-Jazira Club | 2-0             | Ajman Club     |
| 2011  | Al Shabab Club | 3-2             | Al-Aïn FC      |
| 2012  | Shabab Al-Ahli | 1-1 (5-3 t.a.b) | Al Shabab Club |
| 2013  | Ajman Club     | 2-1             | Al-Jazira Club |
| 2014  | Shabab Al-Ahli | 2-1             | Al-Jazira Club |
| 2015  | Al Nasr SC     | 4-1             | Sharjah FC     |
| 2016  | Al-Wahda FC    | 1-0             | Al Shabab Club |
| 2017  | Shabab Al-Ahli | 2-0             | Al Shabab Club |
| 2018  | Al-Wahda FC    | 2-1             | Al-Wasl FC     |
| 2019  | Shabab Al-Ahli | 3-1 (a.p)       | Al-Wahda FC    |
| 2020  | Al Nasr SC     | 2-1             | Shabab Al-Ahli |
| 2021  | Shabab Al-Ahli | 0-0 (5-4 t.a.b) | Al Nasr SC     |
| 2022  | Al-Aïn FC      | 2-2 (5-4 t.a.b) | Shabab Al-Ahli |
| 2023  | Sharjah FC     | 2 - 0           | Al-Aïn FC      |
| 2024  | Al-Wahda FC    | 1 - 0 ap        | Al-Aïn FC      |

### Bilan par club
| Édition | Clubs          | Vainqueur                        | Finaliste            | Finales disputées |
| ------- | -------------- | -------------------------------- | -------------------- | ----------------- |
| 1       | Shabab Al-Ahli | 5 (2012, 2014, 2017, 2019, 2021) | 2 (2020, 2022)       | 7                 |
| 2       | Al-Wahda FC    | 3 (2016, 2018, 2024)             | 2 (2009, 2019)       | 5                 |
| 3       | Al-Aïn FC      | 2 (2009, 2022)                   | 3 (2011, 2023, 2024) | 5                 |
| 4       | Al Nasr SC     | 2 (2015, 2020)                   | 1 (2021)             | 3                 |
| 5       | Al Shabab Club | 1 (2011)                         | 3 (2012, 2016, 2017) | 4                 |
| 6       | Al-Jazira Club | 1 (2010)                         | 2 (2013, 2014)       | 3                 |
| 7       | Ajman Club     | 1 (2013)                         | 1 (2010)             | 2                 |
| 7       | Sharjah FC     | 1 (2023)                         | 1 (2015)             | 2                 |
| 9       | Al-Wasl FC     |                                  | 1 (2018)             | 1                 |